# Collegio plurinominale Sicilia 2 - 02 (2017)
Il collegio elettorale plurinominale Sicilia 2 - 02 è stato un collegio elettorale plurinominale della Repubblica Italiana per l'elezione della Camera tra il 2017 ed il 2022.

## Territorio
Come previsto dalla legge elettorale italiana del 2017, il collegio era stato definito tramite decreto legislativo all'interno della circoscrizione Sicilia 2.
Il collegio comprendeva la zona definita dai tre collegi uninominali Sicilia 2 - 04 (Acireale), Sicilia 2 - 05 (Catania) e Sicilia 2 - 06 (Misterbianco).

## Dati elettorali

### XVIII legislatura
Come previsto dalla legge elettorale, 386 deputati erano eletti in 63 collegi plurinominali con ripartizione proporzionale a livello nazionale tra le coalizioni e le singole liste che avessero superato la soglia di sbarramento stabilita.
Nel collegio venivano eletti 6 deputati.
| Liste          | Liste                                | Proporzionale | Proporzionale | Proporzionale | Maggioritario | Maggioritario | Maggioritario |  |
| Liste          | Liste                                | Voti          | %             | Seggi         | Voti          | %             | Seggi         |  |
| -------------- | ------------------------------------ | ------------- | ------------- | ------------- | ------------- | ------------- | ------------- |  |
|                | Movimento 5 Stelle                   | 207 795       | 48,91         | 2             | 207 795       | 48,91         | 3             |  |
|                | Forza Italia                         | 93 949        | 22,12         | 1             | 139 235       | 32,78         | –             |  |
|                | Lega                                 | 20 609        | 4,85          | –             | 139 235       | 32,78         | –             |  |
|                | Fratelli d'Italia                    | 18 047        | 4,25          | –             | 139 235       | 32,78         | –             |  |
|                | Noi con l'Italia – UDC               | 6 630         | 1,56          | –             | 139 235       | 32,78         | –             |  |
|                | Partito Democratico                  | 47 041        | 11,07         | –             | 54 130        | 12,74         | –             |  |
|                | +Europa                              | 4 745         | 1,12          | –             | 54 130        | 12,74         | –             |  |
|                | Civica Popolare                      | 1 199         | 0,28          | –             | 54 130        | 12,74         | –             |  |
|                | Italia Europa Insieme                | 1 145         | 0,27          | –             | 54 130        | 12,74         | –             |  |
|                | Liberi e Uguali                      | 10 007        | 2,36          | –             | 10 007        | 2,36          | –             |  |
|                | Potere al Popolo!                    | 3 574         | 0,84          | –             | 3 574         | 0,84          | –             |  |
|                | Il Popolo della Famiglia             | 3 169         | 0,75          | –             | 3 169         | 0,75          | –             |  |
|                | CasaPound                            | 2 762         | 0,65          | –             | 2 762         | 0,65          | –             |  |
|                | Italia agli Italiani (FN - MSFT)     | 1 786         | 0,42          | –             | 1 786         | 0,42          | –             |  |
|                | Partito Comunista                    | 1 273         | 0,30          | –             | 1 273         | 0,30          | –             |  |
|                | Partito Valore Umano                 | 619           | 0,15          | –             | 619           | 0,15          | –             |  |
|                | Lista del Popolo per la Costituzione | 463           | 0,11          | –             | 463           | 0,11          | –             |  |
| Totale         | Totale                               | 424 813       | 100           | 3             | 424 813       | 100           | 3             |  |
|                |                                      |               |               |               |               |               |               |  |
| Schede bianche | Schede bianche                       | 3 379         | 0,77          |               |               |               |               |  |
| Schede nulle   | Schede nulle                         | 12 590        | 2,86          |               |               |               |               |  |
| Votanti        | Votanti                              | 440 782       | 64,69         |               |               |               |               |  |
| Elettori       | Elettori                             | 681 337       |               |               |               |               |               |  |

## Eletti

### Eletti nei collegi uninominali
| Collegio uninominale | Eletto | Eletto            | Partito |
| -------------------- | ------ | ----------------- | ------- |
| 4. Acireale          |        | Giulia Grillo     | M5S     |
| 5. Catania           |        | Maria Laura Paxia | M5S     |
| 6. Misterbianco      |        | Simona Suriano    | M5S     |

1. ↑  In data 19.02.2021 aderisce al gruppo misto, non iscritti; in data 23.02.2021 alla componente «L'Alternativa c'è»; in data 20.05.2021 torna nei non iscritti.
2. ↑  In data 02.03.2021 aderisce al gruppo misto, non iscritti; in data 08.02.2022 alla componente «Manifesta, Potere al Popolo!, Partito della Rifondazione Comunista - Sinistra Europea».

### Eletti nella quota proporzionale
| Movimento 5 Stelle               | Forza Italia     |
| -------------------------------- | ---------------- |
|                                  |                  |
| Santi Cappellani Luciano Cantone | Antonino Minardo |

- Tre seggi di spettanza del Movimento 5 Stelle, risultando sovrannumerari, furono assegnati in altre circoscrizioni: uno nella circoscrizione Toscana, uno nella circoscrizione Lazio 1, uno nella circoscrizione Puglia[2]

1. ↑  In data 14.01.2020 aderisce al gruppo misto, non iscritti; in data 19.02.2020 al gruppo Partito Democratico.
2. ↑  In data 03.12.2019 aderisce al gruppo Lega - Salvini Premier.